# Independiente (discográfica)
Independiente  también conocida como Independiente Records es una compañía discográfica fundada en 1997 por Andy Macdonald que fue un proyecto iniciado después del declive su primer discográfica Go! Discs que fue adquirida poco después por PolyGram y poco después por Concord Music.
La discográfica, su primer trabajo que realizaron fue el segundo álbum de estudio del grupo escocés de rock: Travis titulado "The Man Who" 

## Algunos artistas de la discográfica
- Archive
- Embrace
- Gómez
- Howling Bells
- The Tears
- Tinariwen
- Travis